# Tuck Everlasting - Vivere per sempre
Tuck Everlasting - Vivere per sempre (Tuck Everlasting) è un film statunitense del 2002 diretto da Jay Russell, direttamente tratto dal romanzo fantastico di Natalie Babbitt La fonte magica, da cui era già stato tratto un film nel 1981.
Il film è uscito in Italia il 14 novembre 2003.

## Trama
Nel 1914, nel villaggio di Treegap, la quindicenne Winifred "Winnie" Foster vive un rapporto conflittuale con la madre e non sopporta le rigide regole di educazione che il suo appartenere alla classe abbiente impone. Dopo un litigio con i genitori, Winnie scappa di casa e si perde nel bosco, dove incontra Jesse Tuck, un diciassettenne di bell'aspetto che sta bevendo da una sorgente ai piedi di un albero. Jesse impedisce a Winnie di bere a sua volta e la porta nella sua casa nella foresta, dove vive insieme ai genitori Mae ed Angus ed al fratello Miles. Winnie e Jesse trascorrono diverso tempo insieme e finiscono per innamorarsi, anche se è evidente che i Tuck nascondono un segreto, in quanto non vogliono permettere a Winnie di tornare a casa e vivono sempre rilassati e senza fretta; ad un certo punto Jesse dice a Winnie di avere in realtà 104 anni, con lei che pensa stia scherzando. Il mistero si scopre quando Miles Tuck spiega che la sorgente del bosco è magica e rende totalmente immortale, incapace di invecchiare e morire e fisicamente invulnerabile ogni essere vivente che ne beve l'acqua, sorte che è toccata a tutta la famiglia Tuck e al loro cavallo, e che tale condizione, se da un lato permette di essere sempre giovani ed in salute, dall'altro porta ad assistere al deterioramento ed alla scomparsa di tutti i propri affetti mentre non si cambia minimamente a propria volta (ad esempio Miles ha avuto una moglie e due figli e li ha visti morire tutti senza mai invecchiare).
I genitori di Winnie, nel frattempo, disperati, temono che la figlia sia stata rapita, ma la ragazza è in realtà molto contenta di restare con i Tuck. Angus, accortosi che Winnie è indecisa se bere o meno l'acqua della sorgente in cambio dell'immortalità e del poter rimanere per sempre con Jesse, le spiega che farebbe meglio a desistere in quanto una vita eterna vissuta rimanendo sempre adolescente non è una vera vita.
In seguito a un'imboscata, Jesse è costretto a scappare per non essere catturato, in quanto ritenuto uno dei rapitori di Winnie, e lascia la ragazza fra le braccia del padre, sopraggiunto per riportarla a casa. Il ragazzo giura a Winnie amore eterno e le dice di bere dalla sorgente e di aspettare che lui torni a riprenderla per vivere insieme per sempre. Winnie però, tornata a casa, sperimenta sulla propria pelle i sentimenti tipici di un lutto, con la morte della nonna materna, e capisce che la vita deve andare avanti e di non voler vivere per sempre.
Winnie non beve mai dalla sorgente, pertanto vive una vita normale, lasciando Treegap con la famiglia, sposandosi con un certo Jackson, avendo dei figli e morendo all'età di cento anni, nel 1999. Il film termina nel 2002, anno in cui, in una Treegap dall'aspetto ormai moderno, un Jesse con atteggiamento e abbigliamento anch'essi moderni ma sempre identico al sé stesso diciassettenne da ormai quasi due secoli ritorna al maniero dei Foster, trovandovi la tomba della sua amata.
(Voce narrante, al termine del film)